# Tamo gdje nitko prije nije bio
Tamo gdje nitko nije prije bio (eng., Where No One Has Gone Before) je peta epizoda prve sezone američke znanstveno-fantastične serije Zvjezdane staze: Nova generacija.

## Radnja
Na Enterprise trebaju stići Kosinski, stručnjak za warp pogon, i njegov pomoćnik, vanzemaljac iz sustava Tau Alpha C, čiji je zadatak izvesti niz pokusa na Enterpriseovom warp pogonu i na osnovu njih ga pokušati unaprijediti. Iako Riker i Data smatraju kako promjene koje Kosinski namjerava učiniti neće imati nikakav utjecaj na učinkovitost Enterpriseovog warp pogona kapetan Picard ipak dopušta njihovo izvođenje.

Odmah po dolasku na Enterprise Kosinski zahtijeva da počne s pokusima, no Riker to odbija tražeći da prvo objasni kakve promjene ima namjeru učiniti. Kosinski u početku to odbija tvrdeći da je to previše komplicirano za njih, ali kada mu Riker kaže da bez toga nema ništa od pokusa nevoljko pristaje na objašnjenje. Nakon objašnjenja Riker i glavni inženjer Argyle pristaju na izvođenje pokusa uvjereni da je on bezopasan i da ništa neće promijeniti. 
Nakon Rikerovog odobrenja pokus napokon počinje i pri warpu 1,5 Kosinski i njegovo pomoćnik počinju s prilagođavanjem. Dok su Riker i Argyle zauzeti promatranjem što radi Kosinski Wesley primjećuje kako za vrijeme prilagođavanja warp pogona pomoćnik na trenutke nestaje i ponovo se pojavljuje. Naglo nešto u pokusu polazi krivo i Enterprise počinje naglo ubrzavati i uskoro debelo prelazi warp 10. Nakon nekoliko minuta putovanja warp brzinom koja je prije smatrana nemogućom kapetan Picard naređuje izlazak iz warp i Enterprise se zaustavlja u nepoznatom području. Data i La Forge izvještavaju Picarda kako senzori pokazuju da se Enterprise nalazi na rubu galaksije poznate kao M33 koja je od Mliječnog puta udaljena oko 2700000 svjetlosnih godina i povratak iz nje bi maksimalnim warpom trajao 300 godina, a čak i subspace poruci bi trebalo 51 godina da dođe do Federacije i Zvjezdane flote.
Uskoro se na mostu pojavljuje Kosinski koji je uvjeren da je njegova greška pri pokusu dovela Enterprise tu gdje je i da je baš on uveo Federaciju u novo transwarp doba. Na Picardovo pitanje je li ih može vratiti natrag samouvjereno odgovara da to nije nikakav problem, samo treba ponoviti što je učinio prvi put.

Dok se u strojarnici Kosinski sprema ponoviti pokus Wesley pokušava reći Rikeru što je vidio tijekom prvoga, no ovaj je suviše zauzet prateći Kosinskog i ne obraća pažnju na njega. Nakon što je sve spremno Kosinski i njegov pomoćnik ponovo počinju s pokusom. Ponovo se ništa ne dešava sve dok pomoćnik ne počne nestajati kada se Enterprise ponovo počne kretati ogromnom brzinom iako sada svi instrumenti govore kako se kreću brzinom warp 1,5. Ovaj pomoćnikovo nestajanje primjećuje svi u strojarnici, a ne samo Wesley i svima postaje jasno da Kosinski nema nikakve veze s njihovim.
Kada Enterprise napokon stane svemir oko njega izgleda nepoznato i vrlo čudno, a na brodu se počinju pojavljivati razna priviđenja (Worf vidi targa, svog ljubimca iz djetinjstva, Tasha vidi koloniju na kojoj je odrasla, Picard u hodniku susreće svoju baku). Nakon svog susreta Picard shvaća da priviđenja izazivaju misli članova posade koje su u ovome dijelu svemira na neki način povezane sa stvarnošću i postaje mu jasno da se Enterprise mora što prije maknuti iz ovog područja dok su svi još uvijek u stanju razlikovati stvarnost od priviđenja.
Za to vrijeme iscrpljeni pomoćnik pada u nesvijest i odvode ga u bolnicu. Uskoro tamo stiže i kapetan Picard koji od Kosinskog traži objašnjenje, ali mu Riker kaže da Kosinski nema nikakve veze s ovim što im se dešava nego da je za to odgovoran njegov pomoćnik. Iako je pomoćnik po riječima dr. Crusher umire Picard je prisiljen ga probuditi jer je on jedini u mogućnosti vratiti i natrag. Nakon što se pomoćnik pod djelovanjem lijekova probudi Picard ga pita tko je uopće on i zašto je učinio to što je učinio. On kaže da se zove Putnik i da putuje svemirom želeći ga upoznati. U zamjenu za prijevoz on pomoću svoje sposobnosti da djeluje kao pojačivač misli čime ih pretvara u stvarnost poboljšava njihov pogon. Kada mu Picard objasni gdje se Enterprise trenutno nalazi Putnik se ispričava za svoju pogrešku jer su Ljudi još uvijek nespremni za nešto takvo i obećava da će učinit sve da ih vrati natrag kući. U zamjenu za to Picarda traži da pomogne Wesleyju u njegovom razvoju tvrdeći da su osobe poput njega, osobe koje imaju posebne sposobnosti poput Mozarta u glazbi, razlog zašto uopće putuje svemirom.

Kapetan Picard naređuje cijeloj posadi da sve svoje misli usmjere na Putnika i na njegovu dobrobit i na izgled osnažen njihovom podrškom on odlazi o strojarnicu. Ponovo Putnik za komandama warp pogona počinje nestajati i Enterprise se ponovo počinje kretati nemogućim brzinama. Kada napokon brod staje na mjestu s kojeg je i pošao na prvo putovanje Putnik potpuno nestaje.
Kasnije, kada je Enterprise već na putu prema svome novome odredištu, kapetan Picard poziva Wesley na most i proglašava ga privremenim časnikom dok ne bude u prilici položiti prijemni za Akademiju i postati pravi časnik čime ispunjava obećanje danom Putniku.

## Vanjske poveznice
- Where No One Has Gone Before na startrek.com   Arhivirana inačica izvorne stranice od 8. lipnja 2009. (Wayback Machine)